# 田锦尘
田锦尘（1963年4月—），男，湖北潜江人，中華人民共和國政治人物。

## 生平
1985年毕业于清华大学电力系统及自动化专业，1989年取得中国人民大学工业经济专业硕士学位。
曾任国家发改委规划司副司长、财金司司长、西部开发司司长。2017年1月任青海省人民政府副省长。2020年5月跨省任中共吉林省委常委、延边州委书记。2022年1月，当选为吉林省人大常委会副主任。